# Ciro Galvani
Ciro Galvani, all'anagrafe Giuseppe Ciro Galvani (Castel San Pietro Terme, 10 aprile 1867 – Castel San Pietro Terme, 29 gennaio 1956), è stato un attore italiano.

## Biografia
Frequenta la Regia Accademia di Belle Arti di Bologna, si diploma in pittura nel 1890, nel 1891 viene scritturato nella compagnia Marchi-Maggi come secondo amoroso per le recite in Italia e come primo attore giovane nella tournée in America Latina. A seguire partecipa ad altre compagnie: Favi, Lombardi, Giovanni Emanuel, Italia Vitaliani.
Nel 1894 viene scritturato da Eleonora Duse, con la quale manterrà un rapporto artistico che durerà sino alla morte della diva. Nella compagnia di Eleonora Duse prende parte, tra gli altri, a La Gioconda di Gabriele D'Annunzio, Francesca da Rimini di Gabriele D'Annunzio, Rosmersholm di Henrik Ibsen.
Inoltre prende parte alla Compagnia di Ermete Zacconi (Più che l’amore di Gabriele D'Annunzio), alla Compagnia Stabile Romana, (La nave di Gabriele D'Annunzio), alla Compagnia Fumagalli-Franchini (Fedra di Gabriele D'Annunzio), alla Compagnia di Italia Vitaliani (Fedra di Umberto Bozzini).
Nel marzo 1914 aderisce all’iniziativa della Duse per una "Libreria delle attrici" rivolta alle giovani attrici di teatro. Nel corso della Prima guerra mondiale partecipa a spettacoli per i soldati al fronte e per gli invalidi di guerra, come pure alla propaganda in favore del Prestito Nazionale.
Di nuovo nella Compagnia di Eleonora Duse per il ritorno sulle scene della stessa, in Italia e all'estero, dal 1921 sino all'ultima recita all'Antovir Theatre di Pittsburgh il 5 aprile 1924.
Nel 1920 è nella Compagnia di Ruggero Ruggeri (Sly di Giovacchino Forzano). Negli anni 1929-32 è in tournée con la Compagnia di Annibale Ninchi.
Una delle ultime interpretazioni, nel ruolo di Foca, è stata ne La Nave di Gabriele D'Annunzio messa in scena da Guido Salvini nell'Isola Sant’Elena di Venezia il 2 settembre 1938.

### Attore cinematografico
Per l'arte cinematografica prende parte a una ventina di pellicole tra il 1909 e il 1937, tra le quali Fedra (1909), Il ratto delle Sabine (1910), Salomé (1910), Kean, ovvero genio e sregolatezza (1916), La nave (1921). L'ultima è stata Scipione l'Africano (1937) nella parte del senatore Quinto Fabio Massimo.

### Disegnatore
Alla carriera di attore affianca l'attività di disegnatore e caricaturista. Nel corso delle sue tournée riceve offerte di illustratore di un quotidiano di Washington e direttore di uno stabilimento litografico di Rio de Janeiro.
Numerosi i ritratti e le caricature di colleghi attori (Remo Lotti e Dina Galli, tra gli altri) e, in particolare, di Eleonora Duse, alcuni conservati presso la Casa di riposo per artisti Lyda Borelli di Bologna.

Inoltre è stato maestro d’arte scenica presso il Liceo Musicale Martini di Bologna.

## Filmografia
- Fedra, regia di Oreste Gherardini (1909)
- Il ratto delle Sabine, regia di Ugo Falena (1910)
- Salomé, regia di Ugo Falena (1910)
- Una congiura contro Murat, regia di Giuseppe Petrai (1912)
- Stefania, regia di Armando Brunero (1916)
- Kean, ovvero genio e sregolatezza, regia di Armando Brunero (1916)
- La voragine, regia di Romolo Bacchini (1917)
- La storia di un peccato, regia di Carmine Gallone (1918)
- L'inviolabile, regia di Mario Corte (1919)
- Il castello dell'uragano, regia di Luigi Maggi (1920)
- L'erma biffronte, regia di Alberto Carlo Lolli (1920)
- Figuretta, regia di Luigi Maggi (1920)
- Gli strani casi di Collericcio, regia di Alberto Carlo Lolli (1920)
- Nemesis, regia di Carmine Gallone (1920)
- Marcella, regia di Carmine Gallone (1921)
- La mirabile visione, regia di Luigi Sapelli (1921)
- La nave, regia di Gabriellino D'Annunzio e Mario Roncoroni (1921)
- La cavalcata ardente, regia di Carmine Gallone (1925)
- L'ultima avventura, regia di Mario Camerini (1932)
- Re di denari, regia di Enrico Guazzoni (1936)
- Scipione l'Africano, regia di Carmine Gallone (1937)

## Teatro
elenco parziale:
- La moglie di Claudio, di Alexandre Dumas (figlio), Londra, 5 giugno 1895
- La Gioconda, di Gabriele D'Annunzio, Palermo, Teatro Bellini, 15 aprile 1899
- Antonio e Cleopatra, di William Shakespeare, Berlino, 26 settembre 1899
- Francesca da Rimini, di Gabriele D'Annunzio, Roma, Teatro Costanzi, 9 dicembre 1901
- Monna Vanna, di Maurice Maeterlinck, Milano, Teatro Lirico, 13 giugno 1904
- Visita di nozze, Alexandre Dumas (figlio), Londra, 9 giugno 1905
- Il cardinale Lambertini, di Alfredo Testoni, Roma, Teatro Costanzi, 30 ottobre 1905
- Rosmersholm, di Henrik Ibsen, Trieste, Teatro Verdi, 4 dicembre 1905
- Orestiade, di Eschilo, Roma, Teatro Argentina, 15 aprile 1906
- Più che l'amore, di Gabriele D'Annunzio, Roma, Teatro Costanzi, 28 ottobre 1906
- La nave, di Gabriele D'Annunzio, Roma, Teatro Argentina, 11 gennaio 1908
- Fedra, di Gabriele D'Annunzio, Milano, Teatro Lirico, 10 aprile 1909
- Fedra, di Umberto Bozzini, Roma, Teatro Valle, 22 ottobre 1909
- La torre volante, monologo di E. Augusto Berta, Roma, Teatro Argentina, 8 gennaio 1912
- Sly, ovvero La leggenda del dormiente risvegliato, di Giovacchino Forzano, Milano, Teatro Olimpia, 23 novembre 1920
- La donna del mare, di Henrik Ibsen, Roma, Teatro Costanzi, 13 novembre 1921
- La porta chiusa, di Marco Praga, Roma, Teatro Costanzi, 16 novembre 1921
- Così sia, di Tommaso Gallarati Scotti, Roma, Teatro Costanzi, 12 gennaio 1922
- I tre moschettieri, di Alexandre Dumas (padre), regia di Annibale Ninchi, Milano, Teatro Dal Verme, 10 giugno 1930
- Ippolito, di Euripide, regia di Franco Liberati, Siracusa, 22 aprile 1936
- Edipo a Colono, di Sofocle, regia di Franco Liberati, Siracusa, 23 aprile 1936